# تپه اورته بلاغ
تپه اورته بلاغ مربوط به اواخر است و در شهرستان زنجان، بخش قره‌پشتلو، روستای اورته بلاغ واقع شده و این اثر در تاریخ ۷ مهر ۱۳۸۱ با شمارهٔ ثبت ۶۲۰۱ به‌عنوان یکی از آثار ملی ایران به ثبت رسیده است.